# Barban (Chorwacja)
Barban – miejscowość w Chorwacji, w żupanii istryjskiej, siedziba gminy Barban. W 2011 roku liczyła 221 mieszkańców.
Jest położona na półwyspie Istria, 29 km na północny wschód od Puli i 15 km na południowy zachód od Labina. Lokalna gospodarka opiera się na rolnictwie i turystyce. Pierwsza historyczna wzmianka o Barbanie pochodzi z 740 roku.